# Primula deorum
Primula deorum är en viveväxtart som beskrevs av Josef Velenovský. Primula deorum ingår i släktet vivor, och familjen viveväxter. Inga underarter finns listade i Catalogue of Life.